# オデッセー出版
オデッセー出版（オデッセーしゅっぱん、Odyssey Books Co., Ltd.）は、アップフロントグループに属する日本の出版社。主にハロー!プロジェクト関連の書籍、写真集を発行している。

## 概要
1994年にアップフロントプロモーション（設立当初はアップフロントエージェンシー）が出版事業を立ち上げるために設立。写真集、随筆、美容教本、旅行案内本、音楽評論のほか、専門分野の翻訳書等を発行。営業機能、および一部のメジャー扱いの書籍の流通・販売委託は講談社の機能子会社のワニブックスが請け負っている。

## 沿革
- 1994年（平成6年）12月15日、株式会社アップフロントブックスとして設立。
- 2015年（平成27年）6月1日、同アップフロントグループの出版社であるキッズネットがKADOKAWAとの提携解消に伴い同社を吸収合併、これと同時に社名（法人名）を株式会社オデッセー出版に改称、ならびに公式ウェブサイトを開設。また、一部の書籍・写真集を通販サイト「e-LineUP!」で販売開始[1]。
- 2016年（平成28年）11月1日、通販モール「e-LineUP!Mall」が開設。同モール内に「オデッセー出版オフィシャルショップ」を開設[2]。
- 2016年（平成28年）12月20日、コーポレートロゴマークを改定。アップフロントグループの主要グループ会社に準じたロゴマークとなった[3]。

## 出版物

### 定期刊行物
- ハロプロまるわかりBOOK（年2回、冬と夏に発行）

### 写真集・ビジュアルフォトブック
- ハロー!プロジェクト関連の写真集、およびビジュアルフォトブック（ごく一部の出版物はワニブックスへの委託販売となる）
- ハロー!プロジェクトメンバーのミニ写真集「Greeting-Photobook-」シリーズ
- 週刊ファミ通×ハロー!プロジェクトメンバーのコラボレーション写真集「ファミハロ! PHOTOBOOK」シリーズ